# أوروش فيتاس
أوروش فيتاس (بالبرتغالية: Uroš Vitas‏) هو لاعب كرة قدم روماني، ولد في 18 نوفمبر 1991 في رومانيا لعب سابقاً في نادي القادسية السعودي و نادي الإمارات.

## وصلات خارجية
- أوروش فيتاس على موقع الاتحاد الأوربي (الإنجليزية)
- أوروش فيتاس على موقع قاعدة بيانات كرة القدم.إي يو (الإنجليزية)
- أوروش فيتاس على موقع Soccerway.com (الإنجليزية)
- أوروش فيتاس على موقع عالم كرة القدم.نت (الإنجليزية)
- أوروش فيتاس على موقع AS.com (الإسبانية)